# نكار خاتون
نكار خاتون (1450 – مارس 1503) هي الزوجة الرئيسية للسلطان العثماني بايزيد الثاني.

## حياتها

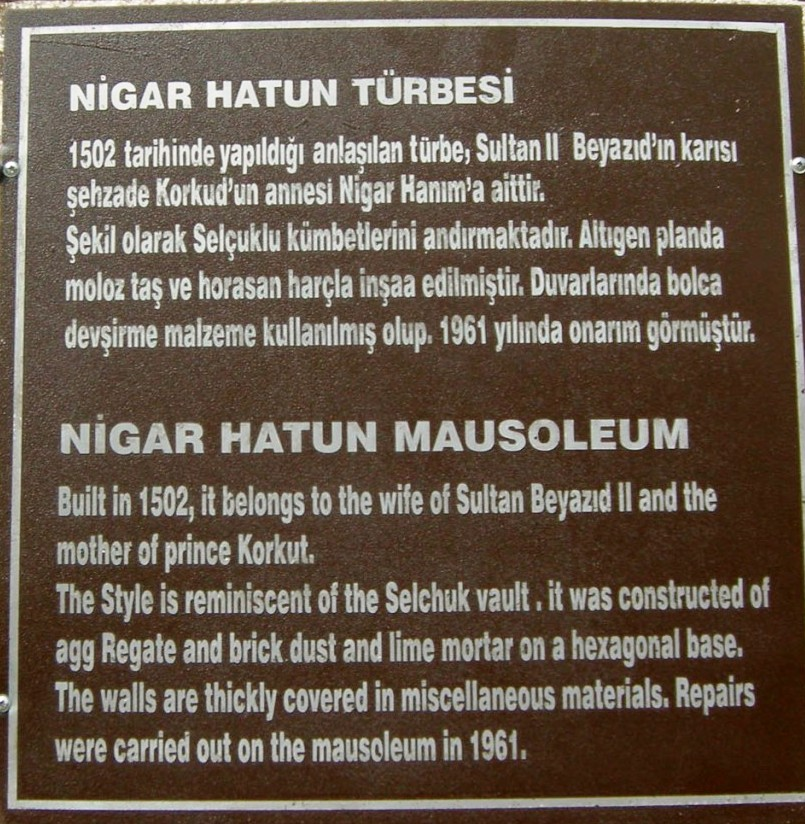
نصب تذكاري حديث مكتوب بالإنجليزية عند قبرها.

ولا يعرف سوى القليل عن حياة نكار خاتون المبكرة، النقوش العثمانية تذكرها باسم خاتون بنت عبد الله وهبي، وكذلك على قبرها في أنطاليا اسمها خاتون بنت عبد الله، اسم عبد الله كان شائعًا في تلك الفترة بين المسيحيين الذي تحولوا إلى الإسلام والتحقوا في خدمة البلاط العثماني، وكان منتشرًا في البلقان والأناضول في العصر العثماني الكلاسيكي، وهو ما يعني أن والدها كان ربما مسيحي واعتنق الإسلام. عندما كان بايزيد الثاني ما زال وليًا للعهد وحاكمًا لمقاطعة أماصيا أنجبت ابنتهما الأولى فاطمة سلطان، وتليها ولادة عائشة سلطان في 1465 ثم شهزاده سلطان قورقود في 1467.
وبعد وفاة محمد الفاتح في 1481، تولى بايزيد العرش، وانتقل إلى إسطنبول عاصمة الدولة العثمانية، وانتقلت معه نكار خاتون، وحسب التقاليد العثمانية فإن جميع الأمراء يجب أن يتولوا حكم إحدى المقاطعات كجزء من التدريب، وأمهات الأمراء مسؤولات عن حسن سلوك أبنائهم.
في 1481 كُلف قورقود - المنافس الرئيسي لسليم الأول - بأن يكون سنجق مانيسا، ثم أُرسل إلى الأناضول، ثم إلى مانيسا مرة أخرى، رافقته نكار خاتون في كل ذلك. عندما تولى أخوه السلطان سليم الأول الحكم، بايع قورقود أخاه، لكن سليم أراد اختبار ولائه فأرسل إليه رسائل مزورة من بعد الرجال البارزين تدعوه للاستيلاء على الحكم، فعندما كان يحضر للثورة قبض عليه أخوه وأعدمه في أمت قرب كوتاهية حاليا في تركيا، ودفن في بورصة. وبعد إعدام ابنها ذهبت نكاز خاتون إلى أنطاليا في 1513.

## وفاتها
قامت نكاز خاتون ببناء قبر لنفسها في عام 1502 قبل وفاتها بعام واحد في أنطاليا، وكان القبر على نمط قبور السلاجقة، وأجريت إصلاحات على الضريح في عام 1961.